# Сокольницкая волость
Соко́льницкая во́лость — административно-территориальная единица Славяносербского уезда Екатеринославской губернии.
По состоянию на 1886 год состояла из 14 поселений, 16 сельских общин. Население — 1 053 лица (600 мужского пола и 453 — женского), 182 дворовых хозяйства.
|                        | Площадь, десятин | В том числе пахотной, дес. |
| ---------------------- | ---------------- | -------------------------- |
| Сельских общин         | 1403             | 696                        |
| Частной собственности  | 7530             | 1770                       |
| Казенной собственности | 25               | -                          |
| Другой собственности   | 120              | 20                         |
| В целом                | 9078             | 2486                       |

Крупнейшие поселения волости:
- Сокольники («Перечино») — бывшее государственное село при реке Северский Донец в 10 верстах от уездного города, 273 человека, 65 дворов, православная церковь, винокуренный завод.
- Пришиб («Абрамовка») — бывшее государственное село при реке Северский Донец, 424 человека, 70 дворов, паровая мельница.